# Avenida 25 de abril (Aveiro)
A Avenida 25 de abril é uma avenida existente na cidade de Aveiro, Portugal. Devido a concentrar nela duas escolas secundárias, aEscola Secundária José Estêvão e a Escola Secundária Mário Sacramento, é uma das principais ruas da região. Foi nomeada em homenagem à Revolução de 1974.

Até à requalificação de 2023, possuía quatro faixas de trânsito (duas em cada sentido), entre as avenidas 5 de outubro e Dr. Sá Carneiro. Após as obras, passou a contar com uma ciclovia e outra gestão de trânsito, visando gerir melhor o tráfego gerado pelas saídas e entradas das escolas.